# Natação nos Jogos Olímpicos de Verão de 2016 - 200 m livre masculino
A competição dos 200 metros livre masculino da natação nos Jogos Olímpicos de Verão de 2016 foi disputada nos dias 7 e 8 de agosto no Estádio Aquático Olímpico.

## Medalhistas
| Ouro   | CHN Sun Yang     |
| Prata  | RSA Chad le Clos |
| Bronze | USA Conor Dwyer  |

## Recordes
Antes desta competição, os recordes mundiais e olímpicos da prova eram os seguintes:
| Tipo | Atleta          | Tempo   | Local  | Data                 |
| ---- | --------------- | ------- | ------ | -------------------- |
|      | Paul Biedermann | 1:42.00 | Roma   | 28 de julho de 2009  |
|      | Michael Phelps  | 1:42.96 | Pequim | 12 de agosto de 2008 |

## Resultados

### Eliminatórias
| Pos. | Elim. | Raia | Nadador               | CON                   | Tempo     | Notas  |
| ---- | ----- | ---- | --------------------- | --------------------- | --------- | ------ |
| 1    | 5     | 4    | Sun Yang              | CHN China             | 1:45.75   | Q      |
| 2    | 4     | 4    | Paul Biedermann       | GER Alemanha          | 1:45.78   | Q      |
| 3    | 5     | 6    | Chad le Clos          | RSA África do Sul     | 1:45.89   | Q      |
| 4    | 6     | 3    | Conor Dwyer           | USA Estados Unidos    | 1:45.95   | Q      |
| 5    | 4     | 5    | Townley Haas          | USA Estados Unidos    | 1:46.13   | Q      |
| 5    | 6     | 4    | James Guy             | GBR Grã-Bretanha      | 1:46.13   | Q      |
| 7    | 6     | 5    | Kosuke Hagino         | JPN Japão             | 1:46.19   | Q      |
| 8    | 5     | 3    | Sebastiaan Verschuren | NED Países Baixos     | 1:46.32   | Q      |
| 9    | 5     | 5    | Thomas Fraser-Holmes  | AUS Austrália         | 1:46.49   | Q      |
| 10   | 6     | 6    | Velimir Stjepanović   | SRB Sérvia            | 1:46.64   | Q      |
| 11   | 4     | 6    | Jérémy Stravius       | FRA França            | 1:46.67   | Q, WD* |
| 12   | 4     | 8    | Dominik Kozma         | HUN Hungria           | 1:46.68   | Q      |
| 13   | 5     | 7    | Myles Brown           | RSA África do Sul     | 1:46.78   | Q      |
| 14   | 2     | 4    | Cristian Quintero     | VEN Venezuela         | 1:47.02   | Q      |
| 15   | 5     | 1    | Kacper Majchrzak      | POL Polônia           | 1:47.12   | Q      |
| 16   | 6     | 7    | Alexander Krasnykh    | RUS Rússia            | 1:47.15   | Q      |
| 17   | 4     | 7    | Glenn Surgeloose      | BEL Bélgica           | 1:47.19   | Q      |
| 18   | 3     | 6    | Felix Auböck          | AUT Áustria           | 1:47.24   |        |
| 19   | 4     | 3    | Yannick Agnel         | FRA França            | 1:47.35   |        |
| 20   | 3     | 7    | Matthew Stanley       | NZL Nova Zelândia     | 1:47.37   |        |
| 21   | 6     | 8    | Matias Koski          | FIN Finlândia         | 1:47.40   |        |
| 22   | 3     | 4    | Federico Grabich      | ARG Argentina         | 1:47.41   |        |
| 23   | 3     | 3    | Andrea D'Arrigo       | ITA Itália            | 1:47.46   |        |
| 24   | 3     | 8    | Marwan El-Kamash      | EGY Egito             | 1:47.52   |        |
| 25   | 4     | 2    | João de Lucca         | BRA Brasil            | 1:47.63   |        |
| 26   | 3     | 2    | Welson Sim            | MAS Malásia           | 1:47.67   |        |
| 27   | 6     | 1    | Dion Dreesens         | NED Países Baixos     | 1:47.76   |        |
| 28   | 5     | 8    | Christoph Fildebrandt | GER Alemanha          | 1:47.81   |        |
| 29   | 6     | 2    | Park Tae-hwan         | KOR Coreia do Sul     | 1:48.06   |        |
| 30   | 5     | 2    | David McKeon          | AUS Austrália         | 1:48.38   |        |
| 31   | 1     | 4    | Khader Baqlah         | JOR Jordânia          | 1:48.42   |        |
| 32   | 2     | 6    | Shang Keyuan          | CHN China             | 1:48.46   |        |
| 33   | 2     | 5    | Marco Belotti         | ITA Itália            | 1:48.71   |        |
| 34   | 1     | 3    | Alexei Sancov         | MDA Moldávia          | 1:48.85   |        |
| 35   | 2     | 3    | Cameron Kurle         | GBR Grã-Bretanha      | 1:49.08   |        |
| 36   | 3     | 1    | Nikita Lobintsev      | RUS Rússia            | 1:49.35   |        |
| 37   | 3     | 5    | Péter Bernek          | HUN Hungria           | 1:49.73   |        |
| 38   | 2     | 2    | Alexandre Haldemann   | SUI Suíça             | 1:49.94   |        |
| 39   | 1     | 5    | Anže Tavčar           | SLO Eslovênia         | 1:49.96   |        |
| 40   | 2     | 1    | Henrik Christiansen   | NOR Noruega           | 1:50.09   |        |
| 41   | 2     | 7    | Hoàng Quý Phước       | VIE Vietnã            | 1:50.39   |        |
| 41   | 2     | 8    | Ahmed Mathlouthi      | TUN Tunísia           | 1:50.39   |        |
| 43   | 1     | 6    | Marcelo Acosta        | ESA El Salvador       | 1:51.46   |        |
| 44   | 1     | 7    | Noah Mascoll-Gomes    | ANT Antígua e Barbuda | 1:53.16   |        |
| 45   | 1     | 2    | Mikel Schreuders      | ARU Aruba             | 1:55.10   |        |
| 46   | 1     | 1    | Brandon Schuster      | SAM Samoa             | 1:57.72   |        |
| 47   | 1     | 8    | Ahmed Gebrel          | PLE Palestina         | 1:59.71   |        |
| 48 ! | 4     | 1    | Nicolas Oliveira      | BRA Brasil            | 9:99.99 ! | DNS    |

* Qualificado, mas desistiu das semifinais para se concentrar no revezamento 4×100 m livre.

### Semifinais

#### Semifinal 1
| Pos. | Raia | Nadador               | CON                | Tempo   | Notas |
| ---- | ---- | --------------------- | ------------------ | ------- | ----- |
| 1    | 5    | Conor Dwyer           | USA Estados Unidos | 1:45.55 | Q     |
| 2    | 4    | Paul Biedermann       | GER Alemanha       | 1:45.69 | Q     |
| 3    | 3    | James Guy             | GBR Grã-Bretanha   | 1:46.23 | Q     |
| 4    | 1    | Kacper Majchrzak      | POL Polônia        | 1:46.30 |       |
| 5    | 6    | Sebastiaan Verschuren | NED Países Baixos  | 1:46.34 |       |
| 6    | 7    | Myles Brown           | RSA África do Sul  | 1:46.57 |       |
| 7    | 2    | Velimir Stjepanović   | SRB Sérvia         | 1:47.28 |       |
| 8    | 8    | Glenn Surgeloose      | BEL Bélgica        | 1:47.36 |       |

#### Semifinal 2
| Pos. | Raia | Nadador              | CON                | Tempo   | Notas |
| ---- | ---- | -------------------- | ------------------ | ------- | ----- |
| 1    | 4    | Sun Yang             | CHN China          | 1:44.63 | Q     |
| 2    | 6    | Kosuke Hagino        | JPN Japão          | 1:45.45 | Q     |
| 3    | 8    | Aleksandr Krasnykh   | RUS Rússia         | 1:45.69 | Q     |
| 4    | 3    | Townley Haas         | USA Estados Unidos | 1:45.92 | Q     |
| 5    | 5    | Chad le Clos         | RSA África do Sul  | 1:45.94 | Q     |
| 6    | 2    | Thomas Fraser-Holmes | AUS Austrália      | 1:46.24 |       |
| 7    | 7    | Dominik Kozma        | HUN Hungria        | 1:47.53 |       |
| 8    | 1    | Cristian Quintero    | VEN Venezuela      | 1:48.00 |       |

### Final
| Pos.              | Raia | Nadador            | CON                | Tempo   | Notas            |
| ----------------- | ---- | ------------------ | ------------------ | ------- | ---------------- |
| Medalha de ouro   | 4    | Sun Yang           | CHN China          | 1:44.65 |                  |
| Medalha de prata  | 1    | Chad le Clos       | RSA África do Sul  | 1:45.20 | Recorde africano |
| Medalha de bronze | 3    | Conor Dwyer        | USA Estados Unidos | 1:45.23 |                  |
| 4                 | 8    | James Guy          | GBR Grã-Bretanha   | 1:45.49 |                  |
| 5                 | 7    | Townley Haas       | USA Estados Unidos | 1:45.58 |                  |
| 6                 | 6    | Paul Biedermann    | GER Alemanha       | 1:45.84 |                  |
| 7                 | 5    | Kosuke Hagino      | JPN Japão          | 1:45.90 |                  |
| 8                 | 2    | Aleksandr Krasnykh | RUS Rússia         | 1:45.91 |                  |

Legenda
| Recorde mundial      | Recorde mundial (World record)               |                       | Recorde africano                      | Recorde africano (African) |                                           | Q | Classificado por posição (Qualified) |
| Recorde olímpico     | Recorde olímpico (Olympic record)            | Recorde da América    | Recorde da América (Americas)         | q                          | Classificado por melhor tempo (Qualified) |   |                                      |
| Melhor marca do ano  | Melhor marca do ano (World leading)          | Recorde asiático      | Recorde asiático (Asian)              | DNS                        | Não largou (Did not start)                |   |                                      |
| Recorde nacional     | Recorde nacional (National record)           | Recorde europeu       | Recorde europeu (European)            | DNF                        | Não terminou (Did not finish)             |   |                                      |
| Recorde pessoal      | Recorde pessoal do atleta (Personal best)    | Recorde da Oceania    | Recorde da Oceania (Oceania)          | DSQ / DQ                   | Desclassificado (Disqualified)            |   |                                      |
| Recorde da temporada | Recorde da temporada do atleta (Season best) | Recorde sul-americano | Recorde sul-americano (South America) | NM                         | Sem marca (No mark)                       |   |                                      |